# 로스토프 아레나
로스토프 아레나(러시아어: Ростов Арена)는 러시아 로스토프나도누에 위치한 경기장이다. 2018년 FIFA 월드컵 개최 경기장으로 선정되었으며, 2017년에 개장했다. FC 로스토프의 홈 구장으로 있으며 수용 인원은 45,000명이다.

## 역사
2013년 6월, 경기장 기공 중에 2차 세계 대전의 5개의 포탄이 발견되어 거의 완벽하게 보존되었다.
2013년 8월, 경기장 모래 알 루비 기초 공사가 시작되었다. 재단에서의 작업은 2014년 5월에 완료되었다. 2015년 10월에 경기장 하부 구조가 시공되었다. 12월에 건설 현장은 중장비와 건축 자재를 반입하기 시작했다. 2015년 1월 승무원들이 말뚝을 몰아치기 시작했다.
2015년 3월 경기장 프로젝트가 수정되어 건설 비용이 30억 루블로 줄어 들었다. 2015년 여름에 파일 운전이 완료되고 상부 구조물 공사가 시작되었다.
2015년 12월, 금속 루프 프레임 설치 작업이 시작되었다. 2016년 7월 콘크리트 경기장에서의 작업이 시작되었다. 또한, 건축가는 정면의 건축을 시작하고 경기장에 인접한 영토 조경을 시작했다. 2016년 11월 경기장 메인 보울의 철근 콘크리트 작업이 완전히 완료되었으며 하중을받는 지붕 구조가 설치되기 시작했다.

## 디자인
2011년에는 파퓰러스가 새로운 경기장의 최종 디자인을 발표했다. 지붕과 스탠드의 불규칙한 모양은 독특한 특징이다. 좌석의 일부는 2018년 FIFA 월드컵에서 일시적으로 개최됐다. 토너먼트 이후 42,000명으로 줄어들었다. 로스토프 지역의 주 건축가가 확인한 바와 같이,이 경기장은 새로운 도심의 시작이 될 것이다. 그것은 돈강의 남부 지방에 건설 된 최초의 대규모 프로젝트이며 나머지 도시는 북쪽에 위치 할 것이다. 쇼핑 및 식당 목적으로 경기장은 투자 및 새로운 개발을 위한 중심점 역할을 할 것이다.

## 2018년 FIFA 월드컵일정
| 날짜            | 시간 (UTC+3) | 팀 #1      | 결과  | 팀 #2          | 대회   | 관중   |
| --------------- | ------------ | ---------- | ----- | -------------- | ------ | ------ |
| 2018년 6월 17일 | 21:00        | 브라질     | 1 - 1 | 스위스         | E조    | 43,109 |
| 2018년 6월 20일 | 18:00        | 우루과이   | 1 - 0 | 사우디아라비아 | A조    | 42,678 |
| 2018년 6월 23일 | 18:00        | 대한민국   | 1 - 2 | 멕시코         | F조    | 43,472 |
| 2018년 6월 26일 | 21:00        | 아이슬란드 | 1 - 2 | 크로아티아     | D조    | 43,472 |
| 2018년 7월 2일  | 21:00        | 벨기에     | 3 - 2 | 일본           | 16강전 | 41,466 |